# 組曲第2番 (チャイコフスキー)
組曲第2番 ハ長調 作品53は、ピョートル・イリイチ・チャイコフスキーが1883年に作曲した管弦楽のための組曲。初演はマックス・エルトマンスデルファーの指揮により、1884年2月16日にモスクワにおいてロシア音楽協会のコンサートで行われた。好評だったため1週間後に再演されている。作曲者の弟であるアナトーリの妻、Praskovya Vladimirovna Tchaikovskayaに献呈された。

## 概要

### 作曲の経緯

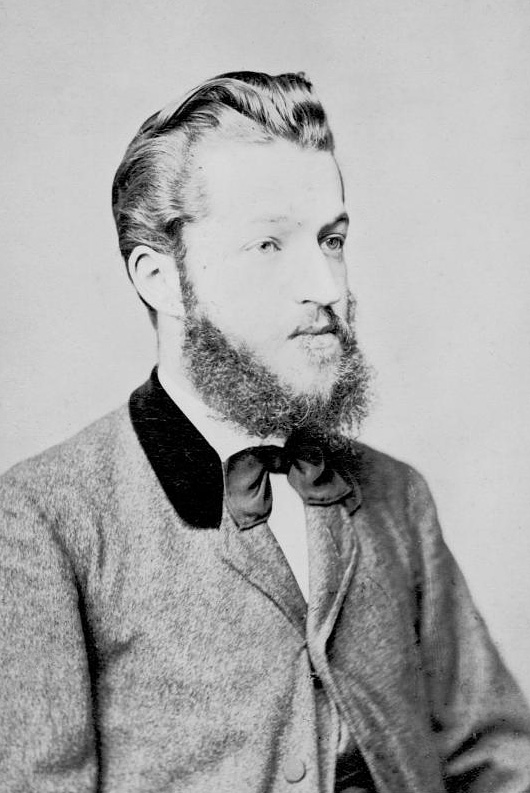
初演の指揮台に立ったマックス・エルトマンスデルファー

最初のオペラ『マゼッパ』、そして皇帝アレクサンドル3世の戴冠式のための行進曲とカンタータ『モスクワ』の作曲に数か月を多忙に過ごした後、1883年の春の終わりから初夏にかけてをチャイコフスキーは弟のアナトーリと共に過ごした。満ち足りた結婚生活を送りその頃父になったばかりだったアナトーリは、モスクワに程近いプーシキノに家を借りていた。その家の場所を気に入ったチャイコフスキーはしばしば周囲の森に分け入ってはキノコを採っていた。プーシキノで過ごした3か月のうち、2か月を『マゼッパ』の校正に費やしつつ時間を見つけて第2組曲のスケッチにも取り組んだ。
9月13日にプーシキノを後にし、妹のアレクサンドラに会うためウクライナのカメンカへ向かった頃には組曲の完成が優先事項となっていた。カメンカでは2か月半を過ごすが、その最初の5週間は毎日6時間を組曲の完成と記譜に充てている。9月のはじめにチャイコフスキーは支援者であったナジェジダ・フォン・メックに対し、もしこの作品が冬のコンサートシーズン開始に間に合わなかった場合、モスクワ滞在中に曲がどう聞こえるかを知る術を失ってしまうと説明している。彼がそのことを非常に気にかけていた理由は「大変興味をそそられる新しい管弦楽の組み合わせをいくらか用いたから」であった。事実、1日に6時間を費やしたにもかかわらずオーケストレーションを仕上げるのに5週間以上を要しており、その作業に多大な注意を払っていた様子が窺われる。
全曲が完成したのは10月25日のことであり、年が明けた2月にマックス・エルトマンスデルファーの指揮によりモスクワで演奏されることになった。もしチャイコフスキーが曲を聴いておきたいという強い希望を失っていなかったとすれば、それはリハーサルの間に満足されたのだろう。というのも、組曲初演の前夜に行われた『マゼッパ』初演の監督に起因する緊張によりひどく疲弊した彼は、組曲の演奏を待たずに療養のため西側へと旅立ってしまったからである。マックスエルトマンスデルファーは出発をあと1日だけ延ばすことができなかった作曲者に気分を害した。

### 評価
批評家は口を揃えて組曲を賞賛した。彼らは楽曲の持つ活気、巧みな管弦楽法、構成の精巧さ、そして生み出された旋律の豊かさに言及している。

### 分析
第2組曲を作曲するにあたってチャイコフスキーの関心は形式よりもテクスチュアにあり、結果として本作は前作とは大きく異なるものとなった。興味深い点として、学者たちによれば第1曲の「音遊び」（Jeu de sons）にはチャイコフスキーの弟アナトーリ、その妻、そして彼らの娘の名前が暗号のように使われているという。ここで取られた暗号化の方法は後にモーリス・ラヴェルやクロード・ドビュッシーが用いたものと類似している。その方法とは全音階の7つの音に対して音高に合わせて順にアルファベットを当てはめていき、8番目の文字がきたら戻って繰り返して全ての文字を使い切るまで続ける、という内容である。結果として生まれた主題はチャイコフスキーらしからぬものとなっており、霊感よりも計算によって仕事を進める方が多かったという説を裏付けている。だが、この主題を用いて曲の大半を占める対位法による展開は、第1組曲で用いられた対位法と同じく耳を楽しませる仕上がりにはならなかった。
他の曲はより魅力的に聞こえるにとどまらず、総体として作曲家チャイコフスキーの成熟を示す画期的な作品となっている。それまで彼のオーケストレーションは優れていたものの、個々の音色を駆使するという意味においては常識的な範疇に留まっていた。第1組曲の行進曲ですら各セクションにおける音の組み合わせは単一のままで変化することはなかった。これが第2組曲で変貌を遂げる。チャイコフスキーは個々の表現を大きく広げることを目指し、音色はより鮮やかに、対比はより鋭く、そして背景は際立った計画に基づく伴奏として慣用的に設計された。彼は自らの持つ音の世界を洗練させて細部を練り上げ、自身の作曲技法のあらゆる側面が再評価を受けるべき段階まで仕上げたのである。
ひとつの変化は「ワルツ」に見られる旋律の変化であった。チャイコフスキーは以前に16小節の長さのメロディーに限られた範囲の和声を用いた伴奏を付して作曲していた。ここでの「ワルツ」に爽快で多様な色彩の変化を持たせるため、作曲者は2つのことを行っている。ひとつ目として、16小節単位で書かれた旋律ごとにおける性格付けの対照の度合いを高めている。ふたつ目として、それまでに副次的な断片として提示されていた主要主題の旋律線に多様性を吸収させるようにしており、これによって音色の点ではその旋律に特別な多彩さを生み出させることが可能となった。
この旋律の変更は「ユーモラスなスケルツォ」（Scherzo burlesque）の第1部におけるテクスチュアの変容に比べれば控え目なものである。第1組曲においては機能的な低音部が明示的に和声を支え、野暮ったいにしても堅固な対位法を形成していた。これに取って代わった移り気なポリフォニーからは、ひとつの旋律線や2声の対位法からトゥッティによる和音に至る非常に多様なテクスチュアが想像され得る。和声はこのテクスチュアの綾の中に書き留められるに過ぎない場面もあるが、この柔軟な綾は楽器の組み合わせの変更と相俟って尽きない音響の多彩さを確かなものにしている。ここでの革新によるチャイコフスキーの偉業は、それをこれほどまでに識別的に用いることができたということである。
この識別の意識が一番強く表れているのが第4曲の「子どもの夢」（Rêves d'enfant）であり、曲中には組曲中で最も保守的な音楽と最も斬新な音楽が同居している。この優しい子守歌に付された和声的支えは前半では月並みなものに留まる。曲の中盤に向かうにつれてテクスチュアが断片化、半音階的に修飾されることにより、その和声的基盤は捉えどころなく残される。各フレーズの終結部でのみハープにて3和音が奏されて束の間の安定感を得る。こうしたパッセージはチャイコフスキー作品に置いて全く前例がなく、20世紀へと時間を飛び越えているかのようである。追随する『眠れる森の美女』の魔法の音楽においてすら、ここでチャイコフスキーが示したのと同じような得体の知れぬ不安な感覚は聞かれることはなかったのである。

## 楽器編成
ピッコロ、フルート3、オーボエ2、コーラングレ、クラリネット2（CとA）、ファゴット2、ホルン4（F）、トランペット3（CとE）、トロンボーン3、テューバ、ティンパニ、タンブリン、トライアングル、シンバル、大太鼓、アコーディオン4（任意）、ハープ、弦五部。

## 演奏時間
約35分。

## 楽曲構成

### 第1曲
「音遊び」（Jeu de sons） Andantino un poco rubato 6/8拍子 ハ長調
ソナタ形式。緩やかな序奏に開始する（譜例1）。ここでの「遊び」とは単に弦楽器間のフレーズの受け渡しのことを指しており、フレーズの終わりには木管楽器による応答が置かれる。暗い雰囲気を持つやや動きのあるリズムが挿入され、譜例1と交代していく。
譜例1
ソナタ形式の主部に入るとアレグロ・モルト・ヴィヴァーチェとなり譜例2が奏でられる。主部においては弦楽器と木管楽器の間で息の合った素早いやり取りに伴われ、テクスチュアが絶えず移り変わる様子が目立つ。
譜例2
続いてフルートのユニゾンにより第2主題が出される（譜例3）。
譜例3
譜例3がトゥッティで区切られるとピウ・モッソとなって素早い動きに入る（譜例4）。
譜例4
展開部は譜例2に基づくフーガである。フーガが大いに発展し、ストレッタからクレッシェンドするとトゥッティのアタックを合図に第1主題がフォルティッシッシモで再現される。この時、低声部は同時に第2主題を奏でている。その後たちまち高声部で譜例3が再現されるが、今度は低声側では第1主題を同時に奏でる。間もなく流れを断ち切る全奏が入り、譜例4へと置き換わって最後のクライマックスを形成する。結尾には譜例1が回想され、リズム素材が穏やかに曲を締めくくる。

### 第2曲
「ワルツ」（Valse） Moderato tempo di valse 2/4拍子 イ長調
譜例5の主題によって開始する。
譜例5
曲は頻繁にテンポを変えながら進む。ポーコ・ピウ・モッソのエピソードを間に挟み譜例5が再び現れる。続いてオーボエが新しい主題を提示する（譜例6）。この旋律は3/4拍子であることをことさら強調していない。
譜例6
トライアングルも加わって譜例6が盛り上がりを見せると、曲は速度を上げて急速な上昇音型に支配される。その後、譜例5へと戻ると中間エピソードを経て繰り返され、最後は弱音へと落ち着いて曲を結ぶ。

### 第3曲
「ユーモラスなスケルツォ」（Scherzo burlesque） Vivace, con spirito 2/4拍子 ホ長調
前奏はなく、ヴァイオリンが出す譜例7に対して木管楽器が同じリズムで呼応して開始する。このリズム要素がほぼ曲全体にわたって使用されることになる。
譜例7
譜例7に由来するリズムを維持しながら次第に音量を増していき、頂点で譜例7が奏されると今度は応答楽句に4台のアコーディオンも加わって華やかさを増す。簡潔なコデッタが置かれて区切りがつくと、ホルンが勇壮な民謡調の旋律を導入する（譜例8）。
譜例8
譜例8に基づいてしばらく展開されてから譜例7が再現され、先ほどと同様の簡単なコーダを置いて終結する。

### 第4曲
「子どもの夢」（Rêves d'enfant） Andante molto sostenuto 4/4拍子 イ短調
前曲とは打って変わって穏やかな楽曲である。ハープがアルペッジョを奏する中、譜例9が穏やかに奏でられて低弦が呼応する。
譜例9
続いてピッツィカートの伴奏の上に譜例10の旋律が現れる。
譜例10
穏やかな雰囲気を保って進行し、新たな主題が導かれる（譜例11）。
譜例11
譜例11はそのまま大きく盛り上がっていき、フォルティッシモのクライマックスに到達する。静まってチェロが譜例9を歌うと他の楽器が細かい音型で装飾を加える。続いて曲は非常に奇妙な音楽へと変質していく。それはチャイコフスキーが眠りの王国を不思議かつ繊細で、断片的なテクスチュアを用いて調性を確立させずに書いたらこうなるであろうという、心をくじくものですらある。最後は譜例10が回想され、不穏さを垣間見せつつも弱音へと静まっていく。

### 第5曲
「野性的な踊り」（Danse baroque） Vivacissimo 2/4拍子 ハ長調
土臭い音楽の内容に対して似つかわしくない表題（ダンス・バロック）が掲げられているが、チャイコフスキーはここで「バロック」という言葉をその原義である「風変りな」もしくは「怪奇な」という意味合いで用いており、日本語訳もその意味に取ってある。「ダルゴムイシスキーの様式で」という副題はより理解しやすい。曲の原形となったのはかつてのロシアの作曲家が書いたカザチョーク、すなわちコサック・ダンスである。冒頭から急速な舞踏の音楽が開始される（譜例12）。
譜例12
新しい主題の譜例13に移るとタンバリンも加わって一層民俗色に彩りを添える。
譜例13
やがてヴァイオリンに16分音符の走句が現れ、その流れを途切れさせることなく譜例12の再現へと移る。間断なく次のエピソードが挿入される（譜例14）。
譜例14
譜例14は2声となって1拍ずれながら重なって進み、最高潮に達したところで譜例12が奏されて全休止が入る。コーダはプレスティッシモに転じ、譜例12を材料に充実した展開が行われて堂々と組曲に幕が下ろされる。